# Bazilika Superga
Bazilika Superga (italsky Real basilica di Superga, tj. královská bazilika) je barokní kostel Nanebevzetí Panny Marie s královskou nekropolí savojských knížat a králů Sardinie, postavený podle návrhu architekta Filippa Juvarry na okraji Turína, na kopci Monte Superga ve výšce 670 metrů nad mořem.

## Dějiny
Bazilika byla postavena v letech 1717 až 1731 na objednávku Viktora Amadea II. podle návrhu Filippa Juvarry na vrcholu kopce Superga. Splnil se tak slib vévody a budoucího sardinského krále, který učinil po bitvě u Turína, v níž v průběhu válek o španělské dědictví porazil francouzskou armádu. Předpokládá se, že Viktor Amadeus požadoval vybudovat baziliku na tomto místě i proto, aby následovala výhled z již existujícího zámku v Rivoli. Později byl dotvořen trojúhelník tří savojských rezidencí vybudováním zámku Stupinigi. 
Ideu výstavby kostela lze sledovat k 2. září 1706, kdy vévoda Viktor Amadeus II. a kníže Evžen Savojský vystoupili na Supergu, aby z výšky pozorovali Turín, obležený francouzskými a španělskými vojsky. Viktor Amadeus tam v modlitbě na kolenou slíbil, že v případě vítězství postaví na tomto místě chrám na oslavu Panny Marie. Bitva probíhala až do 7. září, kdy piemontské jednotky dosáhly vítězství. K péči o nekropoli byla ustavena zvláštní řádová kongregace.

## Kostel

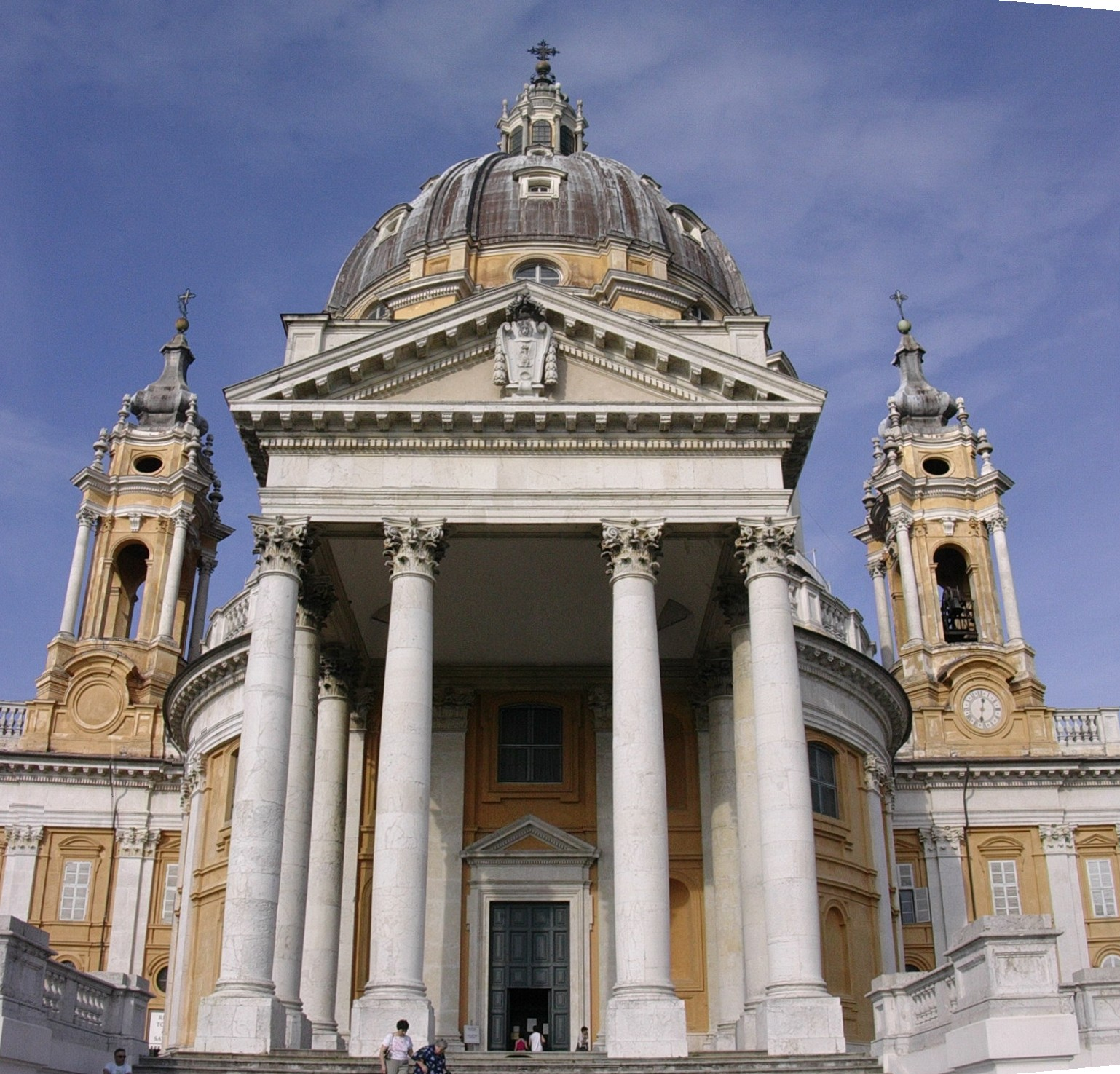
Vstupní portikus baziliky

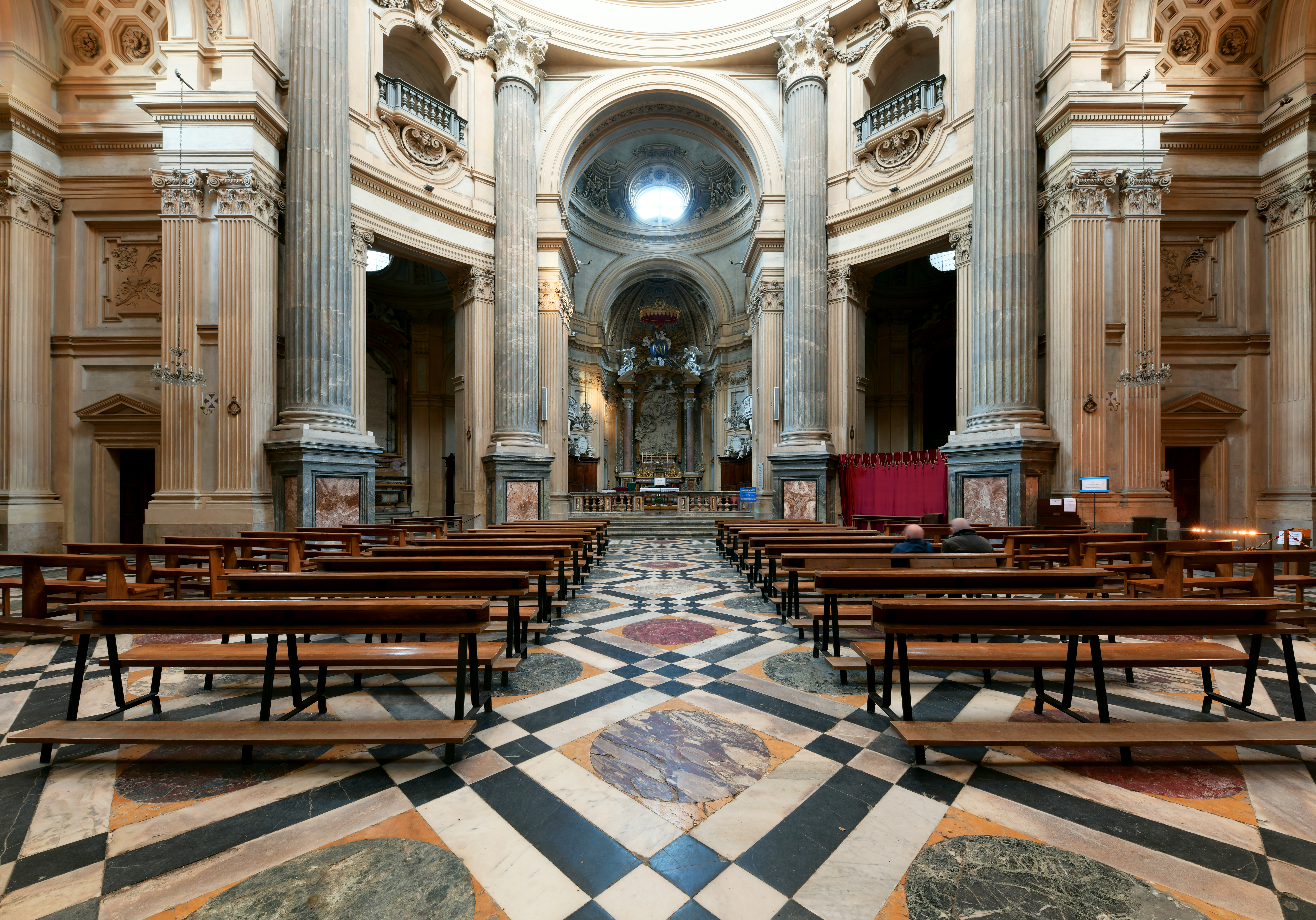
Interiér s pohledem k hlavnímu oltáři

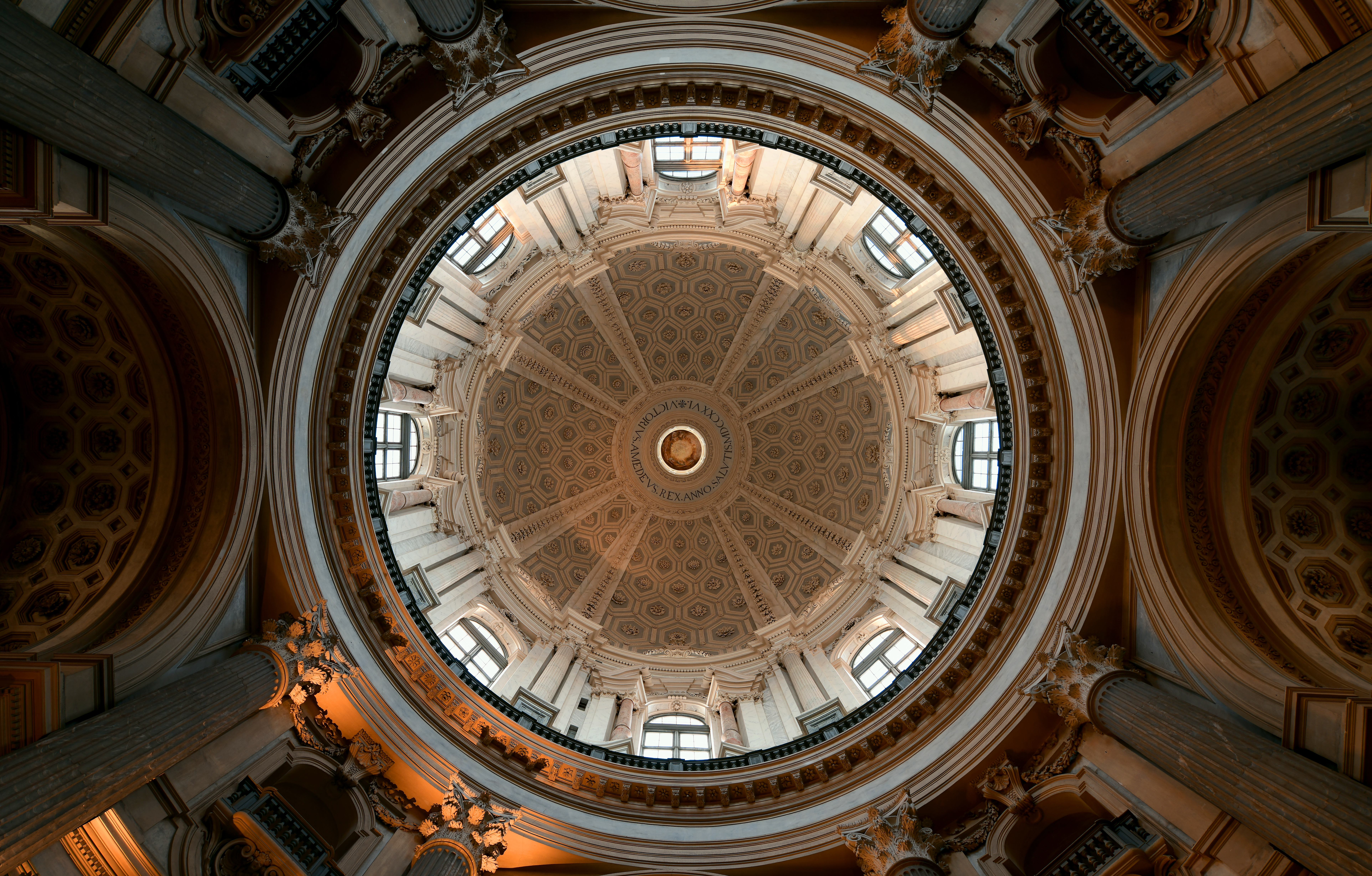
Kupole baziliky

Juvarrova architektura se řadí k pozdnímu římskému baroku až klasicismu. Dóm byl dokončen v roce 1726 a mimo jiné byl inspirován prvky Michelangelova dómu římské baziliky sv. Petra. Průčelí chrámu se sloupovým portikem je odvozeno z římského Pantheonu. Mohutné kupoli odpovídá v interiéru chrámu hlavní prostor na kruhovém půdorysu, s emporami v patře, flankovaný sloupy a dvojicemi pilastrů. Oltáře mají namísto obrazů reliéfy z bílého carrarského mramoru. Na hlavním oltáři je reliéf se dvěma zakladateli, klečícími před Pannou Marií. Poutní socha Panny Marie v prosklené skříni na postranním oltáři pochází z poloviny 19. století.

## Krypta
Pod kostelem se nachází královská krypta, kterou vybudoval Juvarrův synovec, architekt Francesco Martinez v letech 1774–1778. Má půdorys latinského kříže se čtyřmi hlavními prostorami: sál krále, sál princů, sál synů a sál královen s výklenky podél stěn. Celkem  jsou obsazeny  62 hrobkami, kenotafy a památníky savojských princů, králů Sardinie a Itálie, a členů jejich rodin. Uprostřed mauzolea je umístěn sarkofág zakladatele, sardinského krále Viktora Amadea II., k dalším patří mramorové figurální monumenty Karla Emanuela III. mezi čtyřmi alegorickými sochami Víry, Naděje, Lásky a Vědy od sochařů bratří Ignazia a Filippa Collinových nebo hrobka Karla Alberta Sardinského. Mimo jiné sem byl osazen kenotaf princezny Mafaldy Savojské, která byla zavražděna roku 1944 v Buchenwaldu. Zatím poslední náhrobek pochází z roku 1990. V dekoraci mramorových mozaik na podlaze a na obkladech stěn byly shledány symboly magie, alchymie a esoteriky.

## Klášter
Ze tří stran ke kostelu přiléhá čtvercová budova kláštera s královskou rezidencí a obdélným vnitřním dvorem se zahradou. Rezidence sestává z jídelny, sálů a řady salónů s nábytkem a uměleckým vybavením z let 1780–1880. Má historickou expozici, v níž je jedna část věnována napoleonské okupaci Turína z let 1805–1814. Klášterní prostory obsahují mimo jiné papežský sál s portrétní galerií 265 papežů, vytvořený po vzoru papežské galerie římského kostela Sv. Pavla za hradbami. Prostory navazují na vchod do krypty a jsou přístupné veřejnosti.

## Letecké neštěstí
Dne 4. května 1949 odpoledne v 17:05 hodin za dobré viditelnosti narazilo do zadní stěny kopce Superga letadlo Fiat G.12 italských aerolinií, ve kterém se vracelo 31 fotbalistů týmu FC Turín z přátelského zápasu s Benficou Lisabon. Všichni zahynuli, zachránil se pouze druhý brankář, který pro zranění kolene s mužstvem necestoval. Jejich společný hrob (památník) je na hřbitově při stěně kláštera.